# Mladostna proza (Cankar)
Mladostna proza obsega pripovedne spise v prozi Ivana Cankarja, napisane in objavljene med letoma 1892 in 1899. 

## Seznam del
- Dobrotnik
- Morála
- Kakor nekdaj!
- Slavnostni govor
- Oče in sin
- Gospodična Kajón
- Dve družini
- "Blage duše!"
- Ura
- Gospod Ognjišček in gospod Mravljinček
- "Albert"
- Sreča
- Domá
- Sestanek
- Lavrín
- "Sonce! ... Sonce!"
- Pod streho
- 13. septembra zvečer
- Sveta noč Damijana Gavriča
- Nerazumljivi ljudjé
- Idealizem v kavarni
- Čisto navadna, znana stvar
- Na Drenovem
- Domóv
- Prijatelj Peter
- Romanca o sreči
- Njegova mati
- Pričakovanje
- Gomila
- Ob smrtni postelji
- Polnočnica
- Nenavaden pojav
- Na izprehodu
- Njiva
- V čakalnici
- V kupéju
- Nj. Visokorodnost v Beli vasi
- Moj prvi nastop

## Vsebina

### Ob smrtni postelji
Študent Fran Zadnik je prišel na obisk k Božičevim, saj je bil zaljubljen v Pavlo, nečakinjo gospe Božič. Pred štirimi leti se je vpisal na pravno fakulteto na Dunaju. Slikal je portrete in pisal feljtone, da je lahko preživel, sčasoma je vse manj časa namenil za študij. Njegova mati je bolna ležala v postelji. Skrbelo jo je za sinov študij, on pa jo je miril z lažmi, da je vse v redu. Nekega večera je odšel v Maslenovo gostilno, kjer je prisedel k davčnemu praktikantu Golobu in učitelju Slivarju, saj je čutil potrebo, da govori o malenkostnih stvareh, čim bolj oddaljenih od njegovega stanja, in da posluša stare anekdote. Učitelj mu je rekel, da je shujšal in da nesrečna ljubezen ubija. S sladkim nasmehom mu je povedal, da so vsi mislili, da se ženi, a se je vse razblinilo, saj so bili Božičevi nezadovoljni z njim. Zadnik je opazil osladni smehljaj na Slivarjevem obrazu, ko je govoril z njim o Pavli. Slišal je, da se Slivar zanima zanjo, a on je to zanikal, češ da je zanj to preneumno, prepatetično. Slivar je Zadniku pripovedoval še o tem, kakšnega človeka ljubijo ljudje, kot sta gospa Božič in Pavla. Zadnik je Slivarju očital, da jih je on poučil o njem in da človek izkoristi vsako priložnost za lastno korist. Slivar je sebi v bran povedal, da temu ni tako, in ga spomnil, kako je govoril, ko se je nekega večera prepiral v gostilni. Zadnik je odšel, davčni praktikant pa je Slivarju povedal, da ga je dobro umil. Slivar se je smejal z neprijetnim nasmehom in nezadovoljno gledal predse ter molčal. Pridružil se je uradnikom za sosednjo mizo pri razpravljanju o visoki politiki. Zadnikova mati je umrla, Fran pa je odšel na Dunaj, da bi dokončal študij. Čez dve leti je nastopil službo na sodišču, nanj so gledali s ponosom. Pavli je pisal ljubezenska pisma in ona mu je odgovarjala nanje. 

## Vir
Ivan Cankar. Ob smrtni postelji. Spisal Ivan Gradar. Dom in svet 11/24. 741–752. dLib V: Ivan Cankar. Zbrano delo. Šesta knjiga. Mladostna proza. Ljubljana: DZS, 1967.